# Lago de Garda
O Lago de Garda (em italiano: Lago di Garda), chamado também Benaco, é o maior lago da Itália e localiza-se no norte do país entre as regiões de Lombardia (província de Bréscia), Vêneto (província de Verona) e Trentino-Alto Adige (província de Trento). Estende-se por uma área de cerca de 370 km² a uma altitude de 65 metros sobre o nível do mar. O lago possui cinco ilhas.

## Geografia
O lago banha várias comunas em três províncias.
Província de Bréscia
- Sirmione
- Desenzano del Garda
- Lonato
- Padenghe sul Garda
- Moniga del Garda
- Manerba del Garda
- San Felice del Benaco
- Salò
- Gardone Riviera
- Toscolano-Maderno
- Gargnano
- Tignale
- Tremosine
- Limone sul Garda)

Província de Verona
- Peschiera del Garda
- Castelnuovo del Garda
- Lazise
- Bardolino
- Garda
- Torri del Benaco
- Brenzone
- Malcesine

Província de Trento
- Riva del Garda
- Nago-Torbole

## História
O norte do Lago de Garda foi parte da Áustria-Hungria até 1918.

## Galeria de imagens

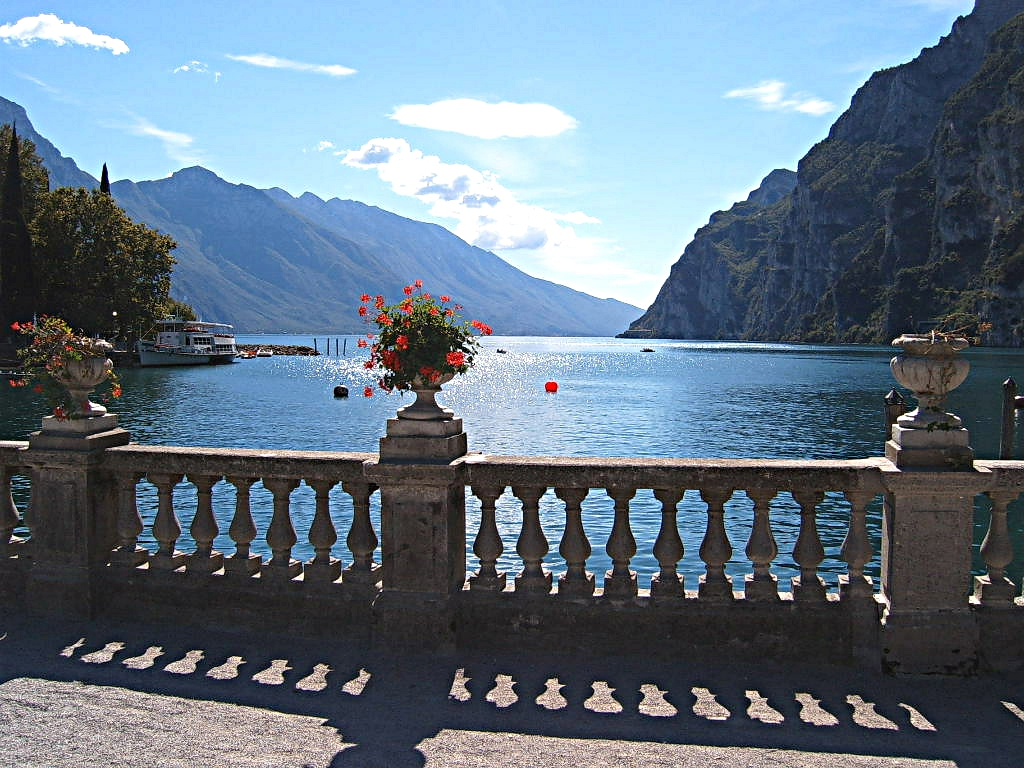
Panorama visto de Riva del Garda
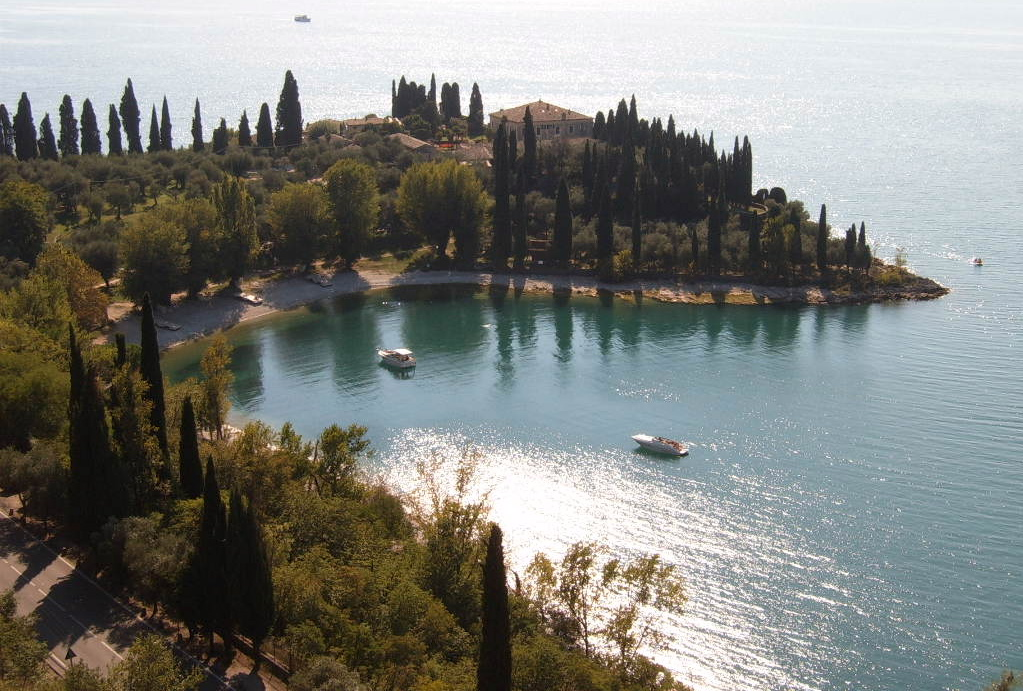
Vista de Ponta San Vigilio
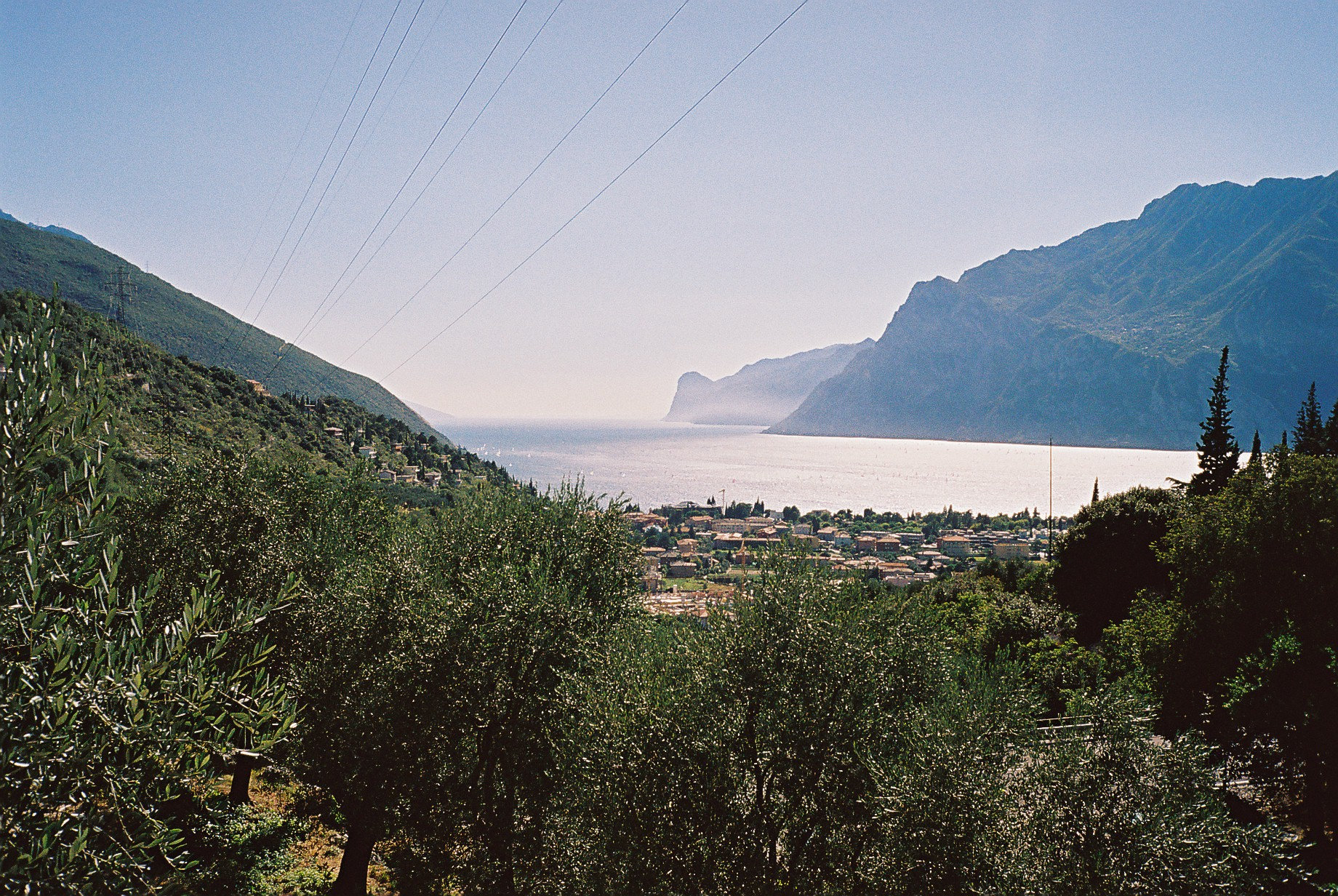
Panorama visto de Nago-Torbole
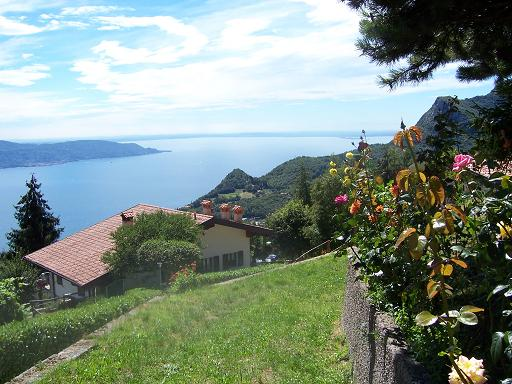
Vista de Gargnano
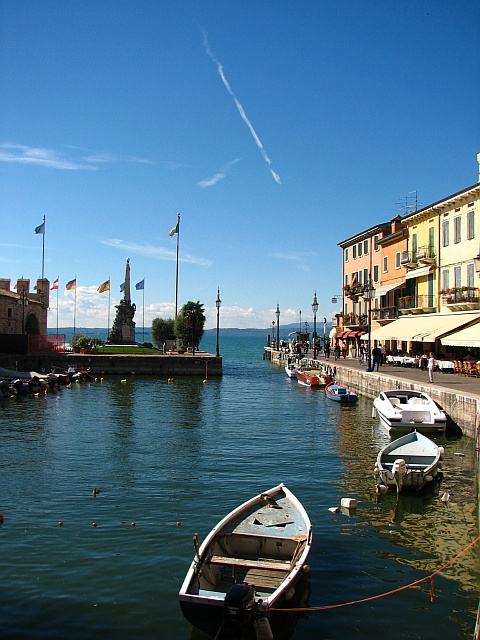
Porto de Lazise
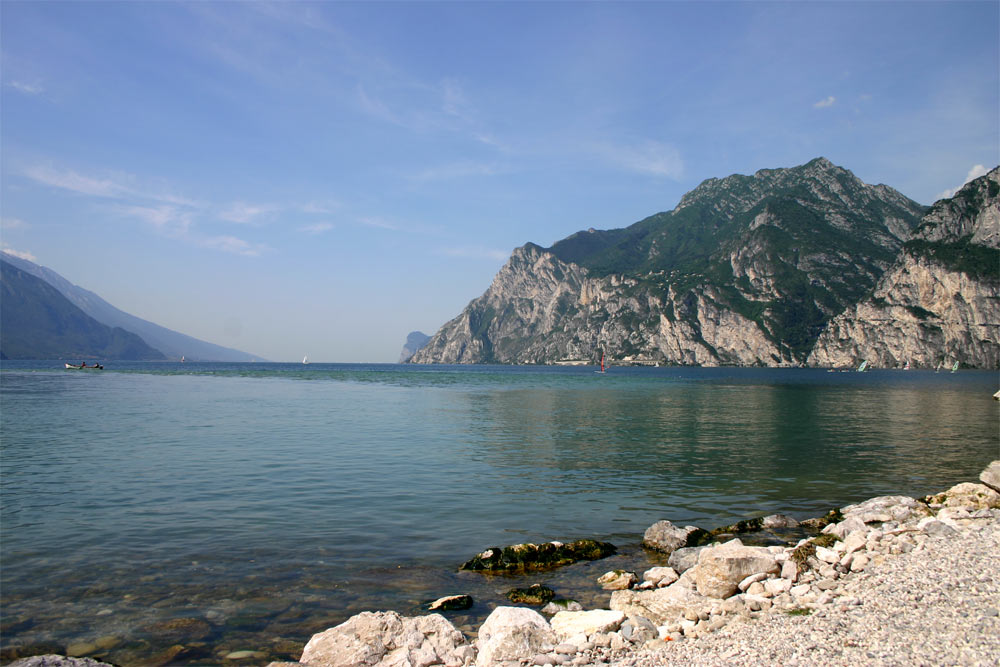
Vista de Torbole
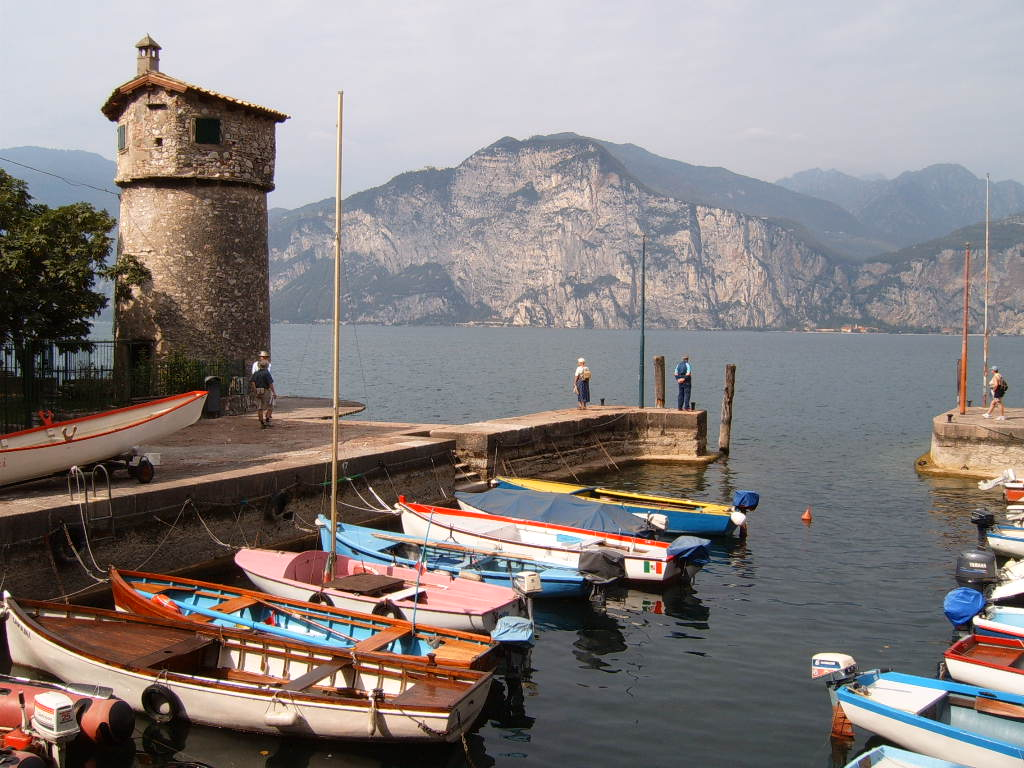
Malcesine
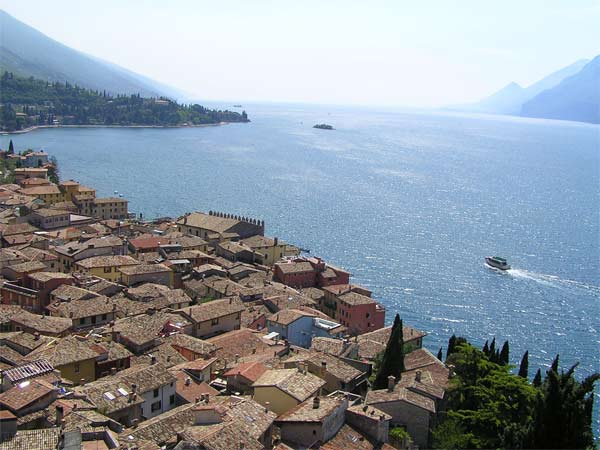
Vista aérea de Malcesine
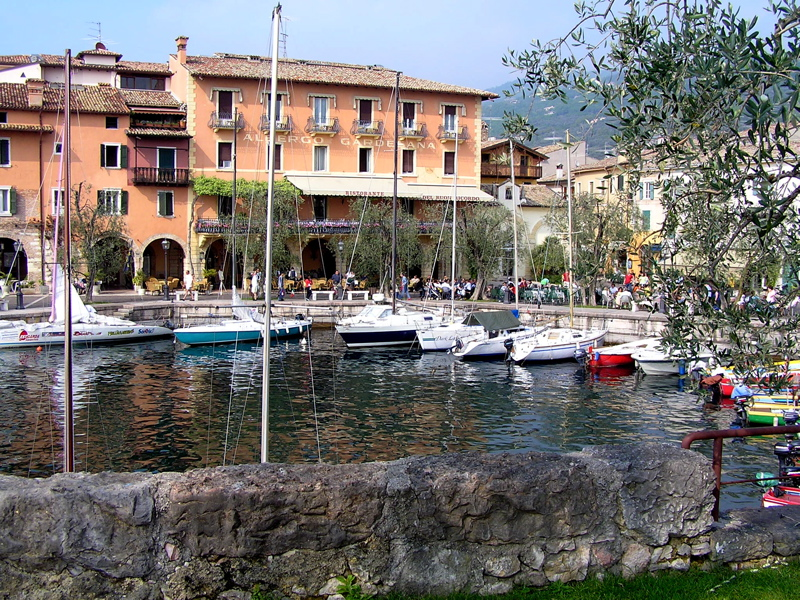
Porto de Torri del Benaco
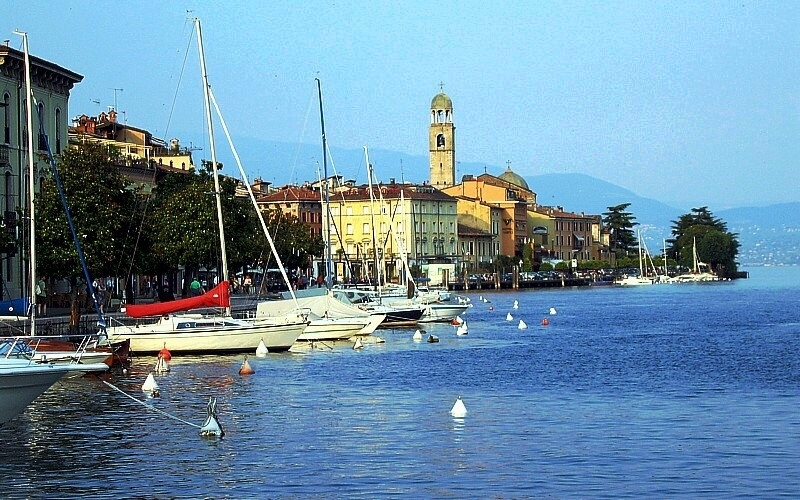
Porto de Salò
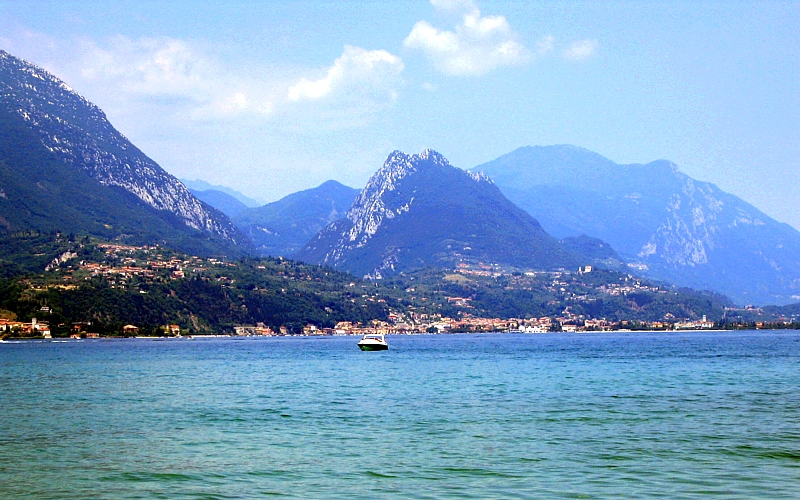
Toscolano-Maderno
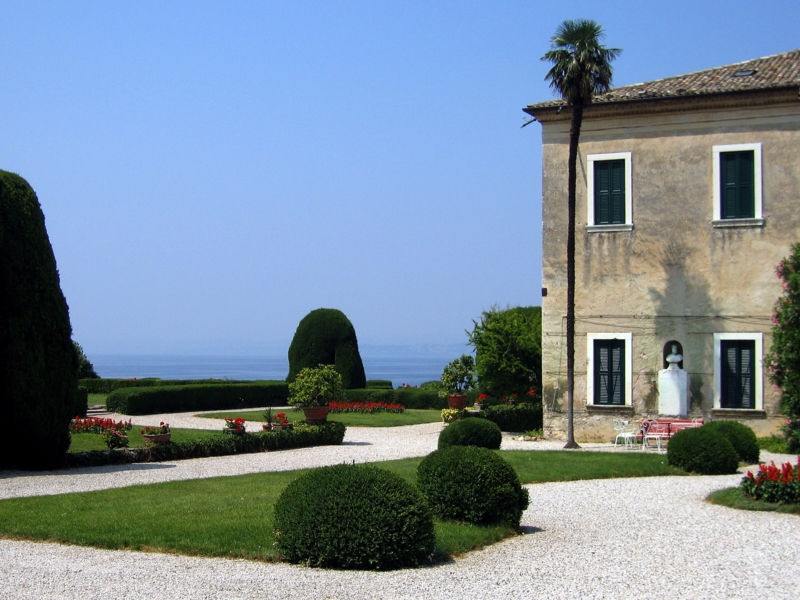
Ponta San Vigilio
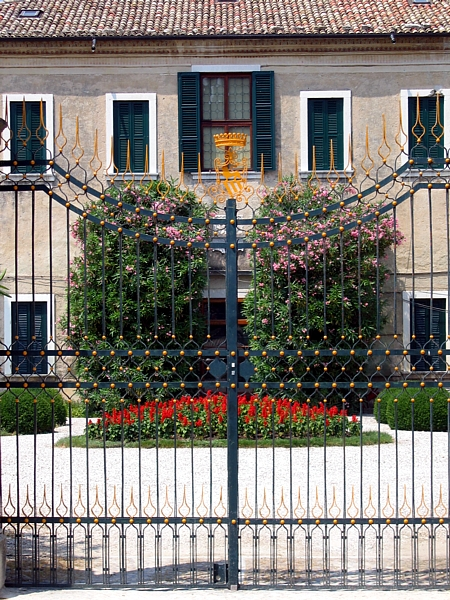
Ponta San Vigilio